# Volodymyr Gladchenko
Volodymyr Gladchenko, né le 14 novembre 1984, est un joueur de beach soccer international ukrainien. Il évolue au poste de gardien de but.

## Palmarès

### En sélection
- Coupe du monde
  - 1er tour en 2011 et 2013

- Tournoi de qualification à la Coupe du monde (1)
  - Vainqueur en 2011
  - 3e en 2013

- Euro Beach Soccer League
  - Champion de Division B en 2012

- Euro Beach Soccer Cup
  - Vainqueur en 2007

- BSWW Kiev Cup
  - Vainqueur en 2012

### Individuel
- Élu meilleur gardien de la Coupe d'Europe en 2007